# Amiga 1000
Amiga 1000 — первый в мире мультимедийный персональный компьютер, выводивший изображение более, чем в 16 (максимально 4096) цветах и обладавший многозадачной операционной системой.

## История
23 июля 1985 года первая Amiga 1000 была продемонстрирована в Центре Линкольна (г. Нью-Йорк).
Загрузка операционной системы (kickstart) в Amiga 1000 происходила с гибкого диска. Цена составляла 1250—2000 $. Модель имела единственный внешний слот расширения, поскольку компания Commodore старалась снизить цены, насколько это было возможно.
Amiga 1000 выпускалась с середины 1985 г. по 1987 г. Объём продаж Amiga 1000 не был так велик, каким должен был бы быть, в силу отсутствия программного обеспечения, написанного специально для Amiga 1000. Имевшиеся программы просто переносились с других платформ и не использовали возможностей Amiga.
В 1985 году состоялся дебют «Amiga World» — первого в мире журнала для пользователей Amiga. В 1986 году начались продажи Amiga 1000 в Великобритании по цене 1500 £. Команда разработчиков приступила к созданию новой модели. Было решено сделать её максимально расширяемой за счёт использования нескольких разъёмов. Все подключаемые платы расширения должны были автоматически распознаваться системой (уникальный протокол autoconfig — через 10 лет эта технология была реализована и на других платформах как plug and play).
Руководство Commodore сопротивлялось «дорогим» компьютерам с autoconfig-разъёмами, поскольку цена машины в этом случае повышалась на целых 50 центов, что стало своеобразным историческим курьёзом. Однако разработчикам удалось настоять на своём[Так это не анекдот?].
Между Amiga 1000 и Amiga 2000 было создано два прототипа — один - в Лос-Гатосе, другой - в немецком городе Брауншвейге. Руководство Commodore настаивало на PC-совместимости создававшейся модели, и обе команды разработчиков пытались создать для новой Amiga ещё и эмулятор процессора 8088. Джей Майнер (фактически «отец» Amiga) был категорически против. В конце концов немецкие разработчики создали эмулятор «SideCar» стоимостью около 1000 $, который представлял собой PC XT без клавиатуры, подключаемую во внешний разъём Amiga 1000. В Лос-Гатосе же разработали двухсотдолларовый акселлератор для программного эмулятора PC, попутно оказав значительную помощь немецкой стороне в создании программного обеспечения для их эмулятора. Затем американская команда разработчиков переключилась на проект очередной модели Amiga — Amiga 500.

## Модификации Amiga 1000
Производились две разных Amiga 1000. Одна была предназначена для продаж в Америке и Канаде, формировала телевизионное изображение по стандарту NTSC и была лишена режима EHB (Extended Half-Bright — цвета с половинной яркостью). Вторая версия продавалась в Европе (изготавливалась в Германии), имела полный спектр возможностей чипсета OCS и формировала изображение PAL. Более поздние модели умели формировать как PAL, так и NTSC изображение, а режим EHB был добавлен в американскую модель в результате многочисленных жалоб пользователей.